# Cable BRICS
El Cable BRICS fue un sistema de comunicaciones submarinas de fibra óptica planificado, que habría transportado telecomunicaciones entre los países pertenecientes a los BRICS, concretamente Brasil, Rusia, India, China y Sudáfrica, El cable fue anunciado en el 2012 pero se abandonó el proyecto en el 2015. Este proyecto tenía como objetivo proveer banda ancha al hemisferio sur y "asegurarse de que las comunicaciones de países en vías de desarrollo no estén en manos de las naciones del norte".
Se estipulaba que la longitud del cable fuese de aproximadamente 34.000 kilómetros de largo, y contuviera pares de dos fibras con capacidad de 12,8 Tbit/s. El sistema conectaría con el cable WACS en la costa oeste de África, además de los cables EASSy y SEACOM de la costa este del continente.
El cable de BRICS estaba destinado a eludir a los Estados Unidos y a la NSA mediante puertos en Rusia, China, Singapur, India, Mauricio, Sudáfrica y Brasil.
Los puntos de aterrizaje serían Fortaleza (Brasil), Ciudad del Cabo (Sudáfrica), Mauricio, Chennai (India), Singapur, Shantou (China) y Vladivostok (Rusia).